# Primera temporada de Upstairs, Downstairs
La primera temporada de Upstairs, Downstairs —serie conocida en español con los títulos de Arriba y abajo y Los de arriba y los de abajo— fue emitida por el canal de televisión británico ITV entre el 10 de octubre de 1971 y el 5 de marzo de 1972. Consta de trece episodios hablados en inglés. Los seis primeros episodios fueron rodados en blanco y negro y los siete restantes en color. La crítica y los aficionados señalan las vacilaciones argumentales y la indefinición de los personajes como puntos débiles de la temporada. Sin embargo, Upstairs, Downstairs supo conectar con la audiencia y se prolongó por cuatro temporadas más durante las que los personajes principales fueron perfilándose hasta recibir el aprecio del público y numerosos premios de la crítica especializada.

## Gestación
La idea original de la serie fue de las actrices Jean Marsh y Eileen Atkins. Viendo una serie de época se preguntaron dónde estaban los sirvientes, ya que solo aparecían los señores de la casa. Ambas habían tenido familiares que habían desempeñado labores de servicio y les parecía importante contar su historia. De esta forma idearon una serie ambientada en una gran mansión aristocrática rural de la época victoriana. Las protagonistas serían dos doncellas que interpretarían ellas mismas. Aunque en principio la historia se referiría solo al servicio, poco a poco se impuso la idea de mostrar también a los señores de la casa.
En 1969 ambas amigas presentaron su proyecto a la compañía Sagitta, de los productores John Hawkesworth y John Whitney. Ambos apreciaron la potencialidad del proyecto e introdujeron algunos importantes cambios. Trasladaron la acción a la era eduardiana, ya que los comienzos del siglo XX les parecían un período de profundos cambios más interesante desde el punto de vista dramático. También cambiaron el lugar, al trasladarlo a una casa londinense, un escenario más económico para su recreación en estudio.
Sagitta ofreció el proyecto a Granada Television, pero esta lo rechazó porque ya tenía otro proyecto de época. Entonces lo presentaron a London Weekend Television (LWT). Su directiva Stella Richman vio las posibilidades de la idea y encargó una tanda de trece episodios con una opción por una segunda temporada.
Hawkesworth recurrió al escritor Alfred Shaughnessy como coordinador de guiones. Este introdujo importantes cambios, haciendo menos estereotipados a los personajes principales y más realista el tratamiento. En cuanto a los intérpretes, se dio la circunstancia de que Eileen Atkins estaba ocupada con una importante representación teatral, por lo que no podría acompañar a Jean Marsh en el reparto. Fue sustituida por Pauline Collins. Se pensó en Honor Blackman para el papel de Lady Marjorie y en George Cole para el del mayordomo Hudson, aunque no fue posible el acuerdo.
La serie se ambienta durante esta primera temporada entre noviembre de 1903 y junio de 1909. Dicho período corresponde plenamente a la llamada época eduardiana, es decir, durante el reinado de Eduardo VII, sucesor de la reina Victoria. El desarrollo de la temporada refleja tanto la relación entre los aristócratas y sus sirvientes como las jerarquizadas relaciones entre los distintos miembros del servicio. A lo largo de los episodios se tocan diversos temas: las relaciones sexuales entre aristócratas y criados, la dificultad del servicio para contraer matrimonio, las rígidas convenciones sociales de la nobleza eduardiana, la homosexualidad, el adulterio, la pobreza, el incipiente socialismo o las relaciones extramatrimoniales.

## Producción
Una huelga de técnicos obligó a rodar en blanco y negro los seis primeros capítulos, si bien los siguientes fueron ya rodados en color. La mayor parte de la grabación fue los estudios de LWT en Wembley, para lo que se construyeron unos decorados que representaban varias de las dependencias de la casa. El vestíbulo y la sala de estar de la planta baja son las piezas en las que desarrollan la mayor parte de la actuación los señores. La cocina, el comedor del servicio y otras dependencias del sótano son el principal ámbito en el que los miembros del servicio se relacionan entre ellos; no obstante, también aparecen los dormitorios situados en la última planta. Como los decorados se concebían para cada episodio, hay variaciones perceptibles; la más llamativa es la aparición de una sala de juegos junto a la sala de estar en el episodio 11. Hay pocos exteriores, entre los que se incluye la llegada del ómnibus de dos pisos que usarán los criados para ir de pícnic y la secuencia de la boda en el capítulo final. Para la fachada de la casa se utilizó el número 65 de Eaton Place, si bien se antepuso un número «1» para crear el ficticio 165 de Eaton Place y preservar la intimidad de los propietarios. El tamaño de la fachada sugiere que sería imposible albergar las estancias creadas en estudio que se muestran como su interior.
Se advierte cierta pobreza de medios en el rodaje, incluso para los estándares de la época. Por ejemplo, en el episodio 7, cuando Lady Marjorie va a la ópera con el capitán Hammond, tan solo se muestra el palco con los dos espectadores en una vista frontal, con el sonido de una ópera y aplausos grabados. Similar planteamiento se advierte cuando van al restaurante.

## Emisión
Durante la fase de producción hubo un cambio en la dirección de LWT. El nuevo responsable, Cyril Bennet, no confiaba en la serie y pospuso su emisión durante varios meses. Finalmente se programó el estreno para el domingo 10 de octubre de 1971 a las diez y cuarto de la noche en el canal privado ITV. Tras la emisión el 14 de noviembre del episodio sexto —el último de los producidos en blanco y negro— se produjo una pausa. En general, se considera que los primeros episodios son todavía vacilantes y de menor calidad. Tras las fiestas navideñas se reemprendió la emisión el 23 de enero de 1972, ya con los episodios rodados en color. En la mayoría de estos capítulos se evidencia una mayor calidad, destacando la trágica historia narrada en «Morir de amor». A pesar de los temores de Bennett, la valoración de los espectadores fue subiendo paulatinamente y el éxito de crítica y público permitió proyectar una segunda temporada.
El éxito de la serie en el Reino Unido permitió su emisión en los Estados Unidos en 1974. Sin embargo, la existencia de varios capítulos en blanco y negro y las dudas respecto a la eficacia de otros hicieron que se formara una «primera temporada estadounidense» que incluía solo tres de los episodios de la primera temporada —el primero, el décimo y el último— junto con otros diez de la segunda temporada. De esta manera se incluía la presentación del primer episodio —que se había vuelto a rodar en color con un nuevo final que incluía la salida de la casa de Sarah—, la reaparición de esta y su readmisión como sirvienta y la boda de Elizabeth. A pesar de sus evidentes lagunas, la mezcla de ambas temporadas ganó el Globo de Oro a la mejor serie dramática de televisión y el equivalente premio Emmy. Además, Jean Marsh fue nominada a los premios como mejor actriz en serie dramática en ambos eventos.

## Episodios
| N.º | Título                      | Director        | Guion                                 | Fecha de estreno        |
| --- | --------------------------- | --------------- | ------------------------------------- | ----------------------- |
| 1 | «A prueba»                  | Derek Bennett   | Fay Weldon                            | 10 de octubre de 1971   |
| Noviembre de 1903. A la mansión londinense de los Bellamy llega una nueva doncella a la que llaman Sarah. La primera doncella, Rose, es encargada de enseñarle sus obligaciones. La joven hace gala de una gran fantasía y se da ciertos aires de grandeza que disgustan al resto del servicio. Sin embargo, demuestra habilidad para bordar, lo que agrada a Lady Bellamy. Confundida al ver que la cocinera, la veterana señora Bridges, da un pollo a una mendiga, decide robar un pollo y venderlo. Al descubrir el hurto, el mayordomo Hudson y el resto del servicio aprovechan para bajarle los humos amenazando con llamar a la policía. Sin embargo, cuando descubren que no sabe leer y ven cuánto le mortifica que ese hecho se descubra, se apiadan de ella. Nota: El episodio fue realizado originalmente en blanco y negro y luego fue vuelto a rodar en color. En esta segunda versión, la más conocida, el personaje de Matty fue interpretado por Patsy Crowther. Se grabaron entonces dos finales distintos: el de la primera versión en blanco y negro y otro alternativo para cuando fueran omitidos los restantes episodios sin color en el que Sarah abandona la casa. Fue nominado al BAFTA a mejor producción dramática, pero fue derrotado por Edna, the Inebriate Woman, drama dirigido por Ted Kotcheff. Reparto: Pauline Collins (Sarah), Gordon Jackson (Hudson), Jean Marsh (Rose), Angela Baddeley (la señora Bridges), Rachel Gurney (Lady Marjorie Bellamy), David Langton (Richard Bellamy), Ervin Crowley (Emily), Patsy Smart (Roberts), George Innes (Alfred), Brian Osborne (Pearce), Beatriz Greeke (Matty). |                             |                 |                                       |                         |
| 2 | «La señora y las doncellas» | Derek Bennet    | [Alfred Shaughnessy y Maureen Duffy]  | 17 de octubre de 1971   |
| Junio de 1904. Lady Marjorie encarga un retrato al aristocrático pintor Scone. Este aprovecha que Sarah va a su estudio por un recado para retratarla. Cuando los Bellamy acuden a la exposición ven con sorpresa que junto al retrato de la señora hay un cuadro que muestra a Sarah y Rose semidesnudas en su habitación. Escandalizada, Lady Marjorie pretende despedir a ambas doncellas, pero Richard indaga. Sarah explica que el pintor no conoce a Rose y que solo ella posó en el estudio. La habitación ha sido reconstruida gracias a las precisas descripciones de Sarah. El artista confirma la historia y los Bellamy no toman ninguna medida disciplinaria que, además, podría ser utilizada políticamente contra Richard. Nota: El primer guion de Maureen Duffy fue rehecho por Alfred Shaughnessy, por lo que aquella rechazó que su nombre figurara en los créditos. Reparto: Rachel Gurney (Lady Marjorie Bellamy), David Langton (Richard Bellamy), Gordon Jackson (Hudson), Pauline Collins (Sarah), Jean Marsh (Rose), Anton Rodgers (Scone). |                             |                 |                                       |                         |
| 3 | «Tabla de salarios»         | Derek Bennet    | Terence Brady y Charlotte Bingham     | 24 de octubre de 1971   |
| Agosto de 1904. El matrimonio Bellamy se ha ido de vacaciones de verano llevando consigo a Hudson y Roberts, y la señora Bridges se ha tomado sus vacaciones anuales. Sarah, Rose, Alfred y Emily se quedan para hacer limpieza general. Una noche reciben la visita de otros sirvientes y celebran una fiesta. Beben alcohol, se visten con las ropas de sus señores y simulan que son los amos de la casa. En ese momento entra el joven teniente Bellamy y, para su sorpresa, les sigue el juego fingiendo ser su sirviente. Sarah y él flirtean mientras ella se quita el vestido en la habitación de lady Bellamy. Cuando parece que van a mantener relaciones sexuales, son interrumpidos por la torpeza de Alfred. James Bellamy recobra su posición de señor de la casa y la relación con la doncella concluye allí. Esa noche, Sarah despierta a Rose y le anuncia que va a abandonar la casa. Por la mañana, sale por la puerta principal. Reparto: Pauline Collins (Sarah), Jean Marsh (Rose), George Innes (Alfred), Ervin Crowley (Emily), Simon Williams (James Bellamy), Alethea Charlton (Enid), Peter Sproule (Henry). |                             |                 |                                       |                         |
| 4 | «El sendero del deber»      | Joan Kemp-Welch | John Harrison                         | 31 de octubre de 1971   |
| Mayo de 1905. Elisabeth, la hija pequeña del matrimonio Bellamy, vuelve a casa desde el internado de Dresde en el que ha estado estudiando. Su llegada es motivo de alegría para la familia y para el servicio, especialmente para Rose, que le profesa un especial cariño y aspira a convertirse en su doncella personal. Lady Marjorie pretende presentarla en sociedad, pero la joven menosprecia las convenciones sociales. Finalmente es invitada a un baile en el que va a ser presentada a Eduardo VII, y es vestida, peinada, maquillada y aleccionada para causar buena impresión. Sin embargo, Elisabeth se siente cada vez más incómoda en el baile y lo abandona poco antes de ser presentada para consternación de sus padres. Finalmente es Rose quien le recrimina su comportamiento y le hace notar que debe cumplir con las obligaciones de su posición familiar, lo que consigue que cambie de actitud y se reconcilie con su padre. Reparto: Gordon Jackson (Hudson), Angela Baddeley (la señora Bridges), Jean Marsh (Rose), Rachel Gurney (Lady Marjorie Bellamy), Nicola Pagett (Elisabeth Bellamy), David Langton (Richard Bellamy), George Innes (Alfred), Ervin Crowley (Emily), Simon Williams (James Bellamy), Brian Osborne (Pearce), Patsy Smart (Roberts), Margaretta Scott (tía Kate Castleton), John Quayle (teniente Watson), Elma Soiron (Madame Dubois), Jessica Benton (Lady Cynthia), Christopher Moran (el chico de los recados). |                             |                 |                                       |                         |
| 5 | «Un matrimonio adecuado»    | Joan Kemp-Welch | Jeremy Paul                           | 7 de noviembre de 1971  |
| Diciembre de 1905. Elisabeth rompe el compromiso con el hombre que sus padres habían escogido para contraer matrimonio. Entonces los Bellamy reciben la visita del barón Klaus von Rimmer, a quien Elisabeth conoció durante su estancia en Dresde. La joven se enamora del aristócrata alemán, pero este mantiene en secreto relaciones sexuales con el lacayo Alfred. Por otro lado, von Rimmer desvela a Richard que desea firmar un contrato de armamento con el Almirantazgo y le ofrece un soborno para que coopere. Richard se percata de que el barón no es sino un espía alemán que se ha aproximado a la familia Bellamy para acceder a información sensible y le denuncia a las autoridades. Cuando von Rimmer va a ser detenido, es alertado por Alfred y ambos desaparecen sin dejar rastro. Nota: Algunos fragmentos del episodio fueron escritos por la directora, particularmente las escenas relativas a la ruptura del compromiso de Elisabeth. Reparto: Gordon Jackson (Hudson), Rachel Gurney (Lady Marjorie Bellamy), Nicola Pagett (Elisabeth Bellamy), David Langton (Richard Bellamy), Jean Marsh (Rose), George Innes (Alfred), Joan Benham (Lady Prudence), Horst Janson (Barón Klaus von Rimmer), James Bree (Sir Adam Blake), Ian Dewar (Angus MacAllister), Gillian Hills (Vendedora). |                             |                 |                                       |                         |
| 6 | «Una llamada de auxilio»    | Derek Bennett   | Julian Bond                           | 14 de noviembre de 1971 |
| Octubre de 1906. Mientras Lady Marjorie visita Southwold en compañía de Rose, se incorpora al servicio la nueva doncella, Mary. Una noche, Richard Bellamy encuentra a la joven llorando y, al preguntarle el motivo, le confiesa que está embarazada del hijo del matrimonio al que sirvió anteriormente. Richard disuade a la joven de practicar un aborto y se compromete a interceder ante el padre para que asuma sus responsabilidades. Sin embargo, el joven Myles Radford niega ser el padre, rechaza la intervención de Richard y le amenaza con emprender acciones legales si persiste. Por otro lado, el personal de la mansión Bellamy, sorprendido por el interés de su patrón en una joven doncella, especula con la posibilidad de que sea él quien ha dejado embarazada a la joven. El abogado de la familia, sir Geoffrey Dillon, aconseja a Richard que desista de su empeño y despida a la doncella si no quiere exponerse a verse envuelto en un escándalo. Richard cede, pero proporciona una cantidad de dinero a Mary y le concede buenas referencias. La joven se marcha agradecida. Nota: Último episodio rodado en blanco y negro. Reparto: Gordon Jackson (Hudson), Angela Baddeley (la señora Bridges), David Langton (Richard Bellamy), Patsy Smart (Roberts), Christopher Beeny (Edward), Ervin Crowley (Emily), Raymond Huntley (Sir Geoffrey Dillon), Susan Penhaligon (Mary), Nicholas Young (Myles Radford). |                             |                 |                                       |                         |
| 7 | «Cofres mágicos»            | Joan Kemp-Welch | John Hawkesworth                      | 23 de enero de 1972     |
| Verano de 1906. Lady Marjorie reprocha a su esposo que vaya a abstenerse en la votación de la Cámara de los Comunes relativa a una sección del proyecto de ley sobre educación presentado por los liberales. Considera que es una traición tanto al Partido Conservador como al padre de ella, y que no volverá a ocupar un cargo de relevancia. Richard intenta explicarle que no le disgusta la política educativa de los liberales y que actúa en conciencia. En ese momento llega su hijo James y les presenta a su compañero, el capitán Hammond, destinado en la frontera entre la India y Afganistán. Puesto que Richard no puede asistir con su esposa a una representación de ópera, ruega a Hammond —gran amante de la música— que la acompañe. La noche en cuestión, Hammond cena con Marjorie y asiste a la sesión operística, revelando una gran sensibilidad que atrae a la aristócrata. Al día siguiente el joven capitán envía un ramo de rosas a la señora Bellamy. Unos días más tarde, ambos coinciden en una librería y la lectura de un poema sirve de pretexto al militar para invitar a la dama a su apartamento. Allí, ambos se declaran su amor e inician una relación clandestina. Hammond le pide a Marjorie que abandone a su marido para vivir con él, pero ella le pide mantener su relación en secreto por un tiempo. Los criados de la mansión Bellamy se dan cuenta de lo que sucede y temen por el mantenimiento de la casa y de sus empleos. Un día, con ocasión de un accidente en una competición deportiva en la que participa Hammond, Richard Bellamy se percata de lo que está sucediendo. De forma sutil, le dice a su esposa que ha decidido votar en contra del proyecto de ley liberal por lealtad al partido y a la familia de su esposa, ya que la lealtad es un valor fundamental que está por encima de los intereses personales. Impresionada, Marjorie decide romper su relación con Hammond. Este regresa a la India desolado. Richard sugiere a su esposa que pase una temporada en Southwold. Nota: Primer episodio rodado en color. Aunque la acción transcurre antes de «Una llamada de auxilio», se emitió con posterioridad para no alternar episodios en blanco y negro y en color. Dio inicio a la emisión de la segunda parte de la temporada, tras la pausa navideña. Reparto: David Langton (Richard Bellamy), Rachel Gurney (Lady Marjorie Bellamy), Angela Baddeley (la señora Bridges), Jean Marsh (Rose), Gordon Jackson (Hudson), Christopher Beeny (Edward), Patsy Smart (Roberts), Simon Williams (James Bellamy), David Kernan (el capitán Charles Hammond), Harold Bennett (el librero). |                             |                 |                                       |                         |
| 8 | «Morir de amor»             | Raymond Menmuir | Terence Brady y Charlotte Bingham     | 30 de enero de 1972     |
| Abril de 1907. Lady Marjorie y sus amigas planifican una excursión campestre para sus criados. Con ocasión de las reuniones que mantienen las señoras, Emily conoce a William, lacayo de la señora Van Groeben, una nueva rica sudafricana. Los dos jóvenes tienen varias citas y Emily se enamora profundamente de William. Cuando la señora Van Groeben se entera de la relación convence a William de que no podrá progresar casándose con una fregona, y le insinúa la posibilidad de ascender asumiendo nuevas responsabilidades. William ignora a Emily desde ese momento sin darle ninguna explicación y la joven queda desconsolada. Su familia ha muerto o ha emigrado a América, por lo que su relación con William era su único apoyo. Los autoritarios intentos de la señora Bridges de convencerle de que está mejor así no consiguen más que empeorar su situación. Finalmente, cuando los criados van a subir a un ómnibus de dos pisos para ir al pícnic Rose descubre horrorizada que Emily se ha ahorcado en su habitación. Todo el servicio queda desolado, pero la señora Bridges se reprocha especialmente el mal trato que ha infligido a Emily. Reparto: Angela Baddeley (la señora Bridges), Jean Marsh (Rose), Rachel Gurney (Lady Marjorie Bellamy), Gordon Jackson (Hudson), Ervin Crowley (Emily), Christopher Beeny (Edward), Joan Benham (Lady Prudence), Aimée Delamain (Lady Templeton), Yolande Turner (Mrs Van Groeben), Charles Lamb (Harris), Tom Marshall (William), Patricia Hamilton (Mrs Fellows), Robin Wentworth (el policía), Carl Bernard (Waterman), Christopher Wray (Lowe). |                             |                 |                                       |                         |
| 9 | «La puerta cerrada»         | Brian Parker    | Alfred Shaughnessy                    | 6 de febrero de 1972    |
| Noviembre de 1907. A la mañana siguiente de su día libre, la señora Bridges no sale de su habitación pese a las reiteradas llamadas que le hacen. Cuando finalmente aparece pasadas las 10:00 a. m. se muestra a Lady Marjorie deprimida y con sentimiento de culpa por la muerte de Emily. Mientras tanto, Hudson y la doncella Alice descubren que hay un bebé en la habitación cerrada. La señora Bridges confiesa que robó al niño de un cochecito colocado a la puerta de un comercio. Lady Marjorie no desea llamar a la policía para no perder a su estupenda cocinera y, gracias a la intervención de Hudson, averiguan el domicilio de los padres de la criatura. Los Bellamy devuelven el niño a sus padres, piden excusas y ofrecen una suma de dinero como compensación, pero el señor Webber, el padre, insiste en denunciar a la autora del secuestro. A la mañana siguiente, la policía detiene a la señora Bridges, que va a ser juzgada un día más tarde. Un último intento de Hudson de convencer al señor Webber de que retire la denuncia fracasa. Durante el juicio, el defensor contratado por Richard Bellamy pide el sobreseimiento alegando un trastorno mental transitorio ocasionado por el suicidio de Emily. Hudson comparece como testigo y ratifica hábilmente la línea de la defensa. Además, se ofrece para contraer matrimonio con la señora Bridges con el fin de evitar que se sienta sola e influir favorablemente en su ánimo. El juez, impresionado por el alegato de Hudson, sobresee el caso. De vuelta a la mansión, Hudson informa de que la señora Bridges y él han pospuesto el matrimonio para un futuro indeterminado. La temperamental cocinera se muestra totalmente recuperada y dispuesta para el trabajo. Reparto: Jean Marsh (Rose), Gordon Jackson (Hudson), David Langton (Richard Bellamy), Rachel Gurney (Lady Marjorie Bellamy), Angela Baddeley (la señora Bridges), Maggie Wells (Doris), Susan Porrett (Alice), Michael Guest (el lechero), Janie Booth (Lily Webber), David Strong (Arthur Webber), John Malcolm (el inspector Cape), Philip Lenard (el juez), Bill Horsley (Perry), John Scott Martin (el ujier). |                             |                 |                                       |                         |
| 10 | «Una voz del pasado»        | Raymond Menmuir | Jeremy Paul                           | 13 de febrero de 1972   |
| Otoño de 1908. En ausencia del matrimonio Bellamy, Elizabeth y su amiga Henrietta colaboran en suministrar sopa caliente a los pobres del East End y James se une a ellas con aire escéptico. No obstante, el joven militar queda impresionado por la miseria que contempla. Y se sorprende al encontrar allí a Sarah, la antigua doncella. Elizabeth percibe la existencia de una relación entre su hermano y la joven, y le ofrece trabajar de nuevo en la casa, aunque el único puesto disponible es de fregona ya que el de segunda doncella lo ocupa Alice. Valiéndose de su habilidad como ventrílocua, Sarah hace participar a los criados en una sesión espiritista. El éxito es tal que en una nueva sesión participan también Elizabeth y James, pero es interrumpida por el inesperado regreso de Hudson. Alice pide ayuda a Sarah para comunicarse con su difunta madre pero se percata de que la está engañando y monta en cólera. Su enfado se extiende a la propia Rose porque ve que está recuperando su antigua amistad con Sarah. Alice abandona la casa y deja libre el puesto de segunda doncella. Reparto: Jean Marsh (Rose), Angela Baddeley (la señora Bridges), Gordon Jackson (Hudson), Nicola Pagett (Elisabeth Bellamy), Pauline Collins (Sarah), Susan Porrett (Alice), Christopher Beeny (Edward), Maggie Wells (Doris), Simon Williams (James Bellamy), Jenifer Armitage (Henrietta Winchmore), Martin Gordon (mendigo), Winifred Sabine (mendiga), Amanda Walker (la señora Pinkerton). |                             |                 |                                       |                         |
| 11 | «El tigre sueco»            | Brian Parker    | Raymond Bowers                        | 20 de febrero de 1972   |
| Octubre de 1908. Elizabeth regresa a casa para supervisar el comportamiento de Sarah mientras sus padres siguen ausentes. Mientras tanto, James ha invitado al capitán Axel Ryttsen, oficial sueco en misión en Londres. Su ayuda de cámara, Thorkil Kraft, ha estado sustrayendo objetos de valor de la casa y llevándoselos a un joyero que ejerce de receptador. Kraft ha establecido una relación sexual con Sarah, a quien ha convertido en su cómplice prometiéndole llevarla consigo a Suecia. Pero cuando ejecuta su plan para hurtar seis valiosos retratos del período Tudor enmarcados en oro, hace que la culpa recaiga en la doncella, que es detenida por la policía. Finalmente se ve que Kraft actúa compinchado con Ryttsen, quien fue expulsado del ejército por un tribunal de honor por hacer trampas en el juego. Reparto: Pauline Collins (Sarah), Nicola Pagett (Elisabeth Bellamy), Simon Williams (James Bellamy), Christopher Beeny (Edward), Sven-Bertil Taube (Thorkil Kraft), Peter Clay (el joyero), Geoffrey Whitehead (el capitán Ryttsen), Gillian Lind (Flossie), Dorothy Black (Flo), Veronica Lang (la esposa del joyero), Colin Rix (el policía), Rex Robinson (el inspector Hurst), Doel Luscombe (el marchante de arte). |                             |                 |                                       |                         |
| 12 | «La llave de la puerta»     | Raymond Menmuir | John Hawkesworth y Alfred Shaughnessy | 27 de febrero de 1972   |
| Invierno de 1908. Elizabeth, próxima a cumplir la mayoría de edad, rehúsa asistir con sus padres a una invitación recibida fuera de Londres porque desea asistir a una reunión en Bloomsbury con unas personas que le ha presentado Henrietta. Se trata de un grupo de jóvenes de ideas vagamente socialistas y con pretensiones intelectuales que incluye también a un anarquista francés aficionado a la bebida. Destaca entre ellos Lawrence Kirbridge, un atractivo poeta de buena familia vinculado sentimentalmente a Evelyn Larkin, mujer que siente un gran odio hacia la clase alta. Dada la ausencia de sus padres, Elizabeth invita a todos a Eaton Place pare celebrar una reunión literaria en la que Lawrence lee un largo poema mientras los asistentes comen y beben sin moderación. Ante la incomodidad de los criados, el anarquista Gustave, completamente ebrio, baja a los aposentos del servicio y les proclama sus ideas revolucionarias. Inesperadamente aparece el matrimonio Bellamy mientras Evelyn baila sobre una fina mesa. Escandalizados, expulsan al grupo de la casa ante la consternación de su hija. El incidente provoca un enfrentamiento entre padres e hija. Evelyn, que desprecia a Elizabeth y se siente celosa de ella por la atención que ha despertado en Lawrence, la incita a acudir a una zapatería para adquirir botas para un grupo de niños de la calle y negarse a pagarlas después. Detenida por la policía, Richard debe solucionar el incidente compensando al comerciante y usando su influencia. Una nueva discusión termina con Elizabeth abandonando la mansión y acudiendo a casa de Evelyn en busca de ayuda. La rencorosa Evelyn le cierra la puerta evidenciándole su desprecio. Notas: El guion inicial fue de Fay Weldon pero Hawkesworth y Shaughnessy introdujeron tantos cambios en él que la escritora pidió que retiraran su nombre de los créditos. El papel de Evelyn Larkin fue diseñado para Eileen Atkins, creadora de la idea original de la serie junto con Jean Marsh, pero rechazó el papel al igual que había hecho anteriormente con el de Sarah. Reparto: Jean Marsh (Rose), Nicola Pagett (Elisabeth Bellamy), Angela Baddeley (la señora Bridges), Gordon Jackson (Hudson), Rachel Gurney (Lady Marjorie Bellamy), David Langton (Richard Bellamy), Christopher Beeny (Edward), Maggie Wells (Doris), Ian Ogilvy (Lawrence Kirbridge), Jenifer Armitage (Henrietta Winchmore), Georgia Brown (Evelyn Larkin), Tutte Lemkow (Gustave), Tom Owen (Stanley), John Delmar (el guitarrista), Pat Nye (Perdita), John Rapley (el señor Summers).                                   |                             |                 |                                       |                         |
| 13 | «Por amor al amor»          | Herbert Wise    | Rosemary Anne Sisson                  | 5 de marzo de 1972      |
| Junio de 1909. Elizabeth ha abandonado la casa paterna y sus padres están consternados porque no saben dónde está. Se ha instalado en casa de su amiga Henrietta, donde recibe las visitas de Lawrence ya que ambos se han enamorado. Rose le lleva algo de ropa a escondidas, pero es descubierta por Hudson, quien le presiona para que revele su paradero. Los Bellamy invitan a Elizabeth y Lawrence a tomar el té y comprueban que el joven es presentable, por lo que intentan convencer a su hija para que contraigan matrimonio. Aunque ella inicialmente se niega, Lawrence le muestra que es una buena solución y Rose le convence de que es lo correcto. Por otro lado, el ahora capitán James Bellamy ha establecido una discreta relación sentimental con Sarah, quien se ha convertido en una estrella del vodevil. El día de la boda, ante la sorpresa de señores y criados, Sarah se presenta en la iglesia llamando la atención. Los recién casados parten en viaje de luna de miel y James y Sarah también deciden salir de viaje. Nota: Aunque estaba prevista la participación de Angela Baddeley, no pudo intervenir debido a una enfermedad. Reparto: Jean Marsh (Rose), Gordon Jackson (Hudson), Rachel Gurney (Lady Marjorie Bellamy), David Langton (Richard Bellamy), Nicola Pagett (Elisabeth Bellamy), Ian Ogilvy (Lawrence Kirbridge), Pauline Collins (Sarah), Simon Williams (James Bellamy), Jenifer Armitage (Henrietta Winchmore), Brian Osborne (Pearce), Christopher Beeny (Edward), Joan Benham (Lady Prudence), Sylvia Brayshay(Nelly). |                             |                 |                                       |                         |

## Personajes
Aunque hay una cierta indefinición en los personajes, que aparecen y desaparecen con demasiada frecuencia, se perfilan los más importantes.
- Rose. La primera doncella de la casa es interpretada por la actriz Jean Marsh, una de las creadoras de la idea original de la serie. Como tal, se reservó el papel que prefería para sus características. El personaje muestra gran fidelidad a los señores de la casa, a los que sirve desde la infancia, si bien siente especial predilección por la joven Elizabeth, lo que le hace tomar decisiones poco meditadas. El motivo puede ser tanto el cariño hacia la muchacha a la que ha visto crecer como la ambición de ser promocionada a doncella personal de la joven aristócrata. La actriz consiguió el reconocimiento a su labor en los Estados Unidos, donde su participación en la «primera temporada estadounidense» —que incluía solo tres episodios de la primera temporada— le valió ser nominada al Globo de Oro y al Emmy a mejor actriz en serie de televisión dramática.

- Lady Marjorie Bellamy. La señora de la casa es una aristocrática y hermosa dama, hija del conde de Southwold y dotada de una firme posición económica y social. Además de llevar una vida social acorde con su posición, es la encargada de dirigir las tareas domésticas, para lo que departe principalmente con la cocinera y el mayordomo. Su relación con los criados es amable y paternalista siempre que ellos cumplan debidamente con sus obligaciones. Es claramente consciente de su estatus, si bien su personalidad revela una faceta inesperada en el episodio séptimo, cuando establece una apasionada relación con un militar más joven que ella. Pero incluso entonces es contraria a romper las convenciones sociales y rechaza la propuesta del amante de que se divorcie de su marido. Muestra un considerable cariño por su hijo y, aunque quiere a su hija, se muestra consternada por su reiterada tendencia a incumplir los usos sociales de su clase. El papel fue interpretado por Rachel Gurney, actriz que inició su carrera en el teatro para pasar luego al cine y la televisión. Ya pasados los cincuenta años, conservaba la madura belleza que requería el personaje.

- Sarah. La fantasiosa y ambiciosa segunda doncella no llega a tener un papel tan importante como Rose debido a sus desapariciones temporales. Tras un primer escarceo con el joven teniente Bellamy abandona la casa en el tercer episodio. No reaparece hasta el décimo, cuando es rescatada de la miseria por la caprichosa Elizabeth, que juega a hacer obras de caridad. Aunque enseguida se hace un hueco deshaciéndose de la segunda doncella, no dura mucho en el puesto; en el siguiente capítulo se alía con un estafador que la deja a merced de la policía. Finalmente reaparece triunfalmente en el último episodio convertida en estrella del vodevil y estableciendo por fin una relación con el ahora capitán Bellamy. Pese a sus ausencias, se perfila como una persona imaginativa, ambiciosa y deseosa de prosperar y abandonar el servicio; pero también algo ingenua. El papel iba a ser interpretado por Eileen Atkins pero sus compromisos teatrales se lo impidieron. Fue reemplazada por Pauline Collins, actriz algo más joven que accedió a su primer papel importante.

- Richard Bellamy. El sobrio actor televisivo David Langton prestó su aristocrático porte a este político conservador. Aunque tiene una posición como parlamentario y participa en el gobierno cuando su partido está en el poder, carece de fortuna personal. Hijo de un clérigo rural, consiguió enamorar a Lady Marjorie, que es la titular del patrimonio familiar. Es hombre de ideas conservadoras y de principios morales no siempre acordes con las personas de su posición, como demuestra al intentar ayudar a la doncella Mary en el sexto episodio. Su disciplina partidaria no le impide tener ideas propias, como su favorable posición respecto a la reforma educativa de los liberales.

- Hudson. El eficiente mayordomo es presentado como un hombre de ideas conservadoras, fiel a sus señores y preocupado por la estabilidad y buen nombre de la casa para la que trabaja. Debido a su posición, no es llamado por su nombre de pila sino por su apellido, y los demás sirvientes lo preceden de un respetuoso «señor». Es autoritario, como corresponde a su puesto, pero también paternalista con los sirvientes que cumplen eficazmente su cometido. Su relieve queda de manifiesto en el episodio noveno, cuando el procesamiento de la señora Bridges amenaza con dejar a la mansión sin tan eficiente cocinera. Hudson localiza al denunciante mediante sus contactos en la policía, intenta —sin éxito pero con gran dignidad— convencerle de que retire la denuncia e interviene decisivamente en el juicio mostrando inesperadas dotes de oratoria. El capítulo sirve para configurar definitivamente a un personaje fundamental en el devenir de la serie. El secundario escocés Gordon Jackson interpretó con gran eficacia el que se convertiría en el papel de su vida.

- James Bellamy es el hijo varón de Richard y Marjorie y, en consecuencia, el heredero de la fortuna de la segunda. Es un joven militar —teniente al comienzo, capitán más tarde— de vida despreocupada. Aparece por primera vez en el episodio tres, esbozando con la doncella Sarah una relación afectiva que no llega a término y provoca que ella abandone la casa. Sus apariciones posteriores o son poco relevantes o están de nuevo vinculadas a Sarah. En «Una voz del pasado» acompaña a su hermana en su caritativa labor en el East End, quedando impresionado al contemplar la miseria de los necesitados y encontrando de nuevo a la antigua doncella. En el episodio siguiente es engañado por los suecos y la propia Sarah. Finalmente establece una relación amorosa con la joven, ahora convertida en artista, dando lugar a un alegre final de temporada. A sus veinticinco años, Simon Williams interpretó adecuadamente al personaje.

- La señora Bridges es una de las mejores cocineras de Londres. Su posición, edad y el hecho de ser viuda hacen que todo el mundo le llame «señora», incluso los Bellamy. Aunque esté a las órdenes del mayordomo, como el resto del servicio, actúa con total autonomía en las cuestiones de la cocina. Es extremadamente autoritaria con sus sucesivas ayudantes, comportamiento que contribuirá al suicidio de Emily. Tampoco dudará en despedir a la sustituta de aquella, Doris, por hacer un comentario que le parece inapropiado. Precisamente el suicidio de su pinche le provocará un trastorno que le llevará a secuestrar un bebé, delito del que saldrá impune gracias a los recursos oratorios de Hudson. Angela Baddeley, actriz teatral con varias décadas de experiencia, encarnó el personaje de su vida.

- Elisabeth Bellamy es la hija menor del matrimonio. No aparece en escena hasta el cuarto episodio, cuando vuelve de estudiar en Alemania. Es una joven con tendencias contestatarias, que se siente maniatada por los convencionalismos de la clase social a la que pertenece. Se niega a ser presentada ante el rey, a contraer matrimonio con el hombre elegido por sus padres y se enamora de un espía alemán. Primero dirige su atención a obras de caridad y más tarde hacia un socialismo insustancial y aburguesado. Gracias a ello conoce al que será su marido, un joven poeta de buena familia. La actriz Nicola Pagett interpretó a un personaje de menor edad que la suya.

- El resto de los miembros del servicio están pobremente esbozados o aparecen poco en pantalla. Es el caso de la pinche de cocina Emily; cuando se empieza a profundizar en su personalidad en el capítulo ocho es solo para desembocar en su suicidio. Y del lacayo Alfred; cuando se manifiesta su homosexualidad, se fuga con su amante. El cochero Pearce y la doncella personal Roberts aparecen en pocos episodios. Y el nuevo lacayo Edward no pasa de ser un joven simpático y algo tarambana. En cuanto a las personas de clase alta, destaca Lawrence, el novio de Elisabeth, un poeta bohemio pero no tan progresista como pudiera parecer inicialmente. La amiga de Lady Marjorie, Lady Prudence, y el abogado de la familia, sir Geoffrey Dillon, no tienen mucha presencia en la primera temporada. El resto de los personajes son ocasionales.

## Premios y nominaciones

### En Reino Unido
BAFTA
| Año  | Categoría                  | Candidato        | Episodio   | Resultado | Ref.  |
| ---- | -------------------------- | ---------------- | ---------- | --------- | ----- |
| 1972 | Mejor producción dramática | John Hawkesworth | «A prueba» | Nominado  | [ 1 ] |

### En Estados Unidos
Por la emisión de la «primera temporada estadounidense», que incluía solo los episodios primero, décimo y decimotercero de esta temporada junto con diez episodios de la segunda temporada:
Globos de Oro
| Año  | Categoría                       | Candidato             | Resultado |
| ---- | ------------------------------- | --------------------- | --------- |
| 1974 | Mejor serie dramática           | Mejor serie dramática | Ganadora  |
| 1974 | Mejor actriz en serie dramática | Jean Marsh            | Nominada  |

Primetime Emmy
| Año  | Categoría                       | Candidato             | Episodio              | Resultado |
| ---- | ------------------------------- | --------------------- | --------------------- | --------- |
| 1974 | Mejor serie dramática           | Mejor serie dramática | Mejor serie dramática | Ganadora  |
| 1974 | Mejor actriz en serie dramática | Jean Marsh            | Jean Marsh            | Nominada  |